# Ieline, Snovsk
Ieline (în ucraineană Єліне) este localitatea de reședință a comunei Ieline din raionul Snovsk, regiunea Cernihiv, Ucraina.

## Demografie
Componența lingvistică a localității Ieline
     Ucraineană (93,99%)
     Rusă (5,48%)
     Alte limbi (0,26%)
Conform recensământului din 2001, majoritatea populației localității Ieline era vorbitoare de ucraineană (93,99%), existând în minoritate și vorbitori de rusă (5,48%).